# قاسم قاسم‌زاده
دکتر قاسم قاسم زاده (۱۲۶۷-۱۳۳۸) استاد حقوق دانشگاه تهران، مشاور حقوقی وزارت امور خارجه و سناتور مجلس سنای ایران بود.
او در باکو به دنیا آمد. پدرش محمود نام داشت. تحصیلات خود را در سنت پترزبورگ انجام داد. پس از انقلاب روسیه در حکومت مساواتی‌ها وزیر فرهنگ بود. با شکست این حکومت به فرانسه رفت و در دانشگاه سوربن به تحصیل ادامه داد. به معرفی پروفسور ژیدل و به دعوت دولت ایران به ایران آمد و استاد دانشکده حقوق دانشگاه تهران شد. چون به فارسی مسلط نبود درس‌های خود را به زبان فرانسه ارائه می‌کرد. 

## آثار
- روسیه وداردانل به زبان روسی
- حقوق اساسی
- حقوق اساسی فرانسه